# Cypsiurus
Cypsiurus és un gènere d'ocells de la família dels apòdids (Apodidae). Aquests falciots habiten a l'Àfrica i l'Àsia.

## Taxonomia
Segons la classificació del Congrés Ornitològic Internacional (versió 13.2, 2023) aquest gènere està format per tres espècies:
- falciot de les palmeres asiàtic (Cypsiurus balasiensis).
- falciot de les palmeres africà (Cypsiurus parvus).
- falciot de les palmeres de Madagascar (Cypsiurus gracilis).